# 魔界潜入!怪奇心霊（秘）ファイル
『魔界潜入!怪奇心霊㊙ファイル』（まかいせんにゅう かいきしんれいまるひファイル）は、テレビ朝日系列で2002年から2007年に放送された心霊バラエティ番組。
2002年の初回から2004年の第5回までは、テレビ朝日『スイスペ!』で、2005年の第6回～第8回はテレビ朝日系列『ドスペ!』で、19時から21時までの2時間、放送されていた。第9回はテレビ朝日系列『特捜!』（1時間番組）で前編が、翌週に後編が放送された。
番組の司会進行は浅草キッドと江口ともみ。
数名のスタジオゲストが霊能者（下ヨシ子、西塔恵など）や心霊研究家（池田武央など）とともに心霊現象や怪奇体験に基づく再現ドラマ、レポート映像などを見るというスタイルで番組が進行する。ゲスト出演者はその回によって異なり、様々な芸能人が招かれていた。
毎回、3ないし4件のテーマが設定され、それぞれについて映像の視聴とコメントが行われる。下ヨシ子や西塔恵、木村藤子といった霊能者たちが心霊現象に苦しむ依頼者のために検証や浄霊を行う様子が紹介されるというのが主な内容だった。
一方で、池田武央は自身の出演する心霊の映像作品などでは検証や浄霊を行っているが、この番組ではなぜか直接検証や浄霊を行う事は無く、スタジオゲストとしての出演に留まっていた。
基本的に一般の視聴者からの恐怖体験を現地と本人への取材によるVTRによって構成されているが、例外的に有名人の恐怖体験を特集することもあった。
「ファイル3」(2003年7月30日放送)ではプロレス団体WMFの選手たちに次々と起こる霊障を特集し、霊能者の下ヨシ子が彼等のために浄霊を行う様子が紹介された。この特集には、試合中の事故で負傷してほぼ全身麻痺状態になっていた当時の所属選手の一人であるハヤブサもスタジオにゲスト出演し、番組のラストで若干ではあるが歩けるようになった姿を見せていた。
「ファイル4」（2004年1月7日放送）では、スタジオゲストの北野誠の仲間の芸人であるフロントページの益田博隆が撮影した心霊ビデオを見て霊に憑依されたアメリカザリガニの平井善之を霊能者の昇恵が浄霊によって救っている。
「ファイル8」(2006年8月5日放送)では、スタジオゲストの中尾彬、青田典子の恐怖体験を本人の語りと再現VTRによる構成で紹介している。なお、川島なお美とインリン・オブ・ジョイトイは語りのみだった。
「ファイル9」(2007年8月4日放送)では、北野誠が著書「続　お前ら行くな」(マイクロマガジン社)の執筆に際して取材で訪れたゲームセンターでの恐怖を紹介しており、この時にスタッフ達は北野にロケへの参加を求めたが、怖いからという理由で断られている。
なお、この回のスタジオゲストは下ヨシ子のみだった。

## 放送リスト
- 2002年8月14日：『魔界潜入！怪奇心霊(秘)ファイル』
- 2003年1月8日：『魔界潜入！怪奇心霊(秘)ファイル 2』
- 2003年7月30日：『魔界潜入！怪奇心霊(秘)ファイル 3』
- 2004年1月7日：『魔界潜入！怪奇心霊(秘)ファイル 4』
- 2004年8月11日：『魔界潜入！怪奇心霊(秘)ファイル 5』
- 2005年2月5日：『ドスペ！怪奇心霊(秘)ファイル 6』
- 2005年8月13日：『ドスペ！怪奇心霊(秘)ファイル 7』
- 2006年8月5日：『ドスペ！怪奇心霊(秘)ファイル 8』
- 2007年8月4日、11日：『特捜！怪奇心霊(秘)ファイル 9』

## スタッフ
特捜!（2007年8月4日,11日放送分）より
- ナレーター：大森章督、杉本るみ
- 構成：すずきB、桜井誠二、古川シュウジ、山田素子
- リサーチ：フルタイム
- コーディネーター：金田仁
- TD：大川戸元昭（テレビ朝日）
- カメラ：大島秀一（テレビ朝日、第5,8,9弾）
- 音声：内野陽介（テレビ朝日）
- 照明：高橋孝男（テレビ朝日）
- VE：東那美（テイクシステムズ）
- 美術デザイン：出口智浩（テレビ朝日）
- 美術進行：高橋徹（テレビ朝日クリエイト）
- 大道具：松本寿久（俳優座劇場、第5,8,9弾）
- メイク：杉尾智子（川口カツラ）
- CG：森三平
- 編集：植木義憲（TDKコア）
- MA：安河内隆文（TDKコア）
- 選曲効果：柳原英博（佳夢音）
- TK：鈴木好（M&M）
- デスク：小林裕美子（テレビ朝日）
- 協力：シモ・エンタープライズ、ミリオン出版、明治大学博物館
- 企画協力：オフィス北野
- 編成：白井伸之・小野仁（2人共テレビ朝日）
- 宣伝：曲尾有香（テレビ朝日）
- VTR制作
  - プロデューサー：大岡制（T&M）、星利也（TVBOX）
  - ディレクター：小田万里太郎（クリエイティブ30、第5弾は制作スタッフ、第8,9弾はディレクター）、後藤啓一・恵裕（T&M、恵→第2,8,9弾）、井上光紀（TVBOX、第5,8,9弾）
- ディレクター：横山貴子（クリエイティブ30）
- プロデューサー：山本隆司（テレビ朝日、第1,2,8,9弾はプロデューサー、第3 - 7弾はチーフプロデューサー）
- 制作著作：テレビ朝日

### 過去のスタッフ
- 企画：武居康仁（テレビ朝日、第1弾）
- ナレーター：政宗一成（第2弾）
- 構成
  - 第1弾：冨樫佳織、塩沢航
  - 第2弾：田中伊知郎
  - 第5弾：金森匠、やまだともこ、本松エリ
- リサーチ：オンリーユー（第5弾）、北原智幸（第5弾）
- スタジオ技術
  - TD：高木武彦（テレビ朝日、第1 - 5弾）
  - カメラ：立川伸太郎・福元昭彦（全員共テレビ朝日、立川→第1弾、福元→第2弾）
  - AUD：爲田あかね・桂川英樹・稲川俊一郎（全員共テレビ朝日、爲田→第1弾、桂川→第2弾、稲川→第5弾）
  - 照明：中根鉄弥（テレテック、第1弾）、小松武久（テレビ朝日、第2,5弾）
  - VE：岡田大輔・高田智子・重岡恵吾（全員共テレビ朝日、岡田→第1弾、高田→第2弾、重岡→第5弾）
  - VTR：堀渕惣一郎・木島洋（テレビ朝日、堀渕→第1弾、木島→第2弾）
- 美術デザイン：石上久（テレビ朝日）
- 美術進行：森つねお・大滝千秋（テレビ朝日クリエイト、森→第1,5弾、大滝→第2弾）
- 大道具：藤本岳・草野哲之（俳優座、藤本→第1弾、草野→第2弾）
- 小道具：テレフィット（第1弾）
- 電飾・モニター：山中正喜（テルミック、第5弾）
- オブジェ：菊池博（フルールノンノン、第5弾）
- 特効：大野晃一（東京特殊効果、第5弾）
- メイク：板谷博美・下館一美（川口カツラ、板谷→第1,2弾、下館→第5弾）
- タイトル：安田達夫
- CG：森山ヒロカズ（第1弾）、小平英希（第5弾）
- 編集：田中直人・土井敬士（オムニバス・ジャパン、田中→第1,5弾、土井→第2弾）
- MA：宮崎康志・小川るみ（オムニバス・ジャパン、宮崎→第1弾、小川→第2,5弾）
- 選曲：谷内田久貴（TSP、第1弾）
- 効果：宮本陽一（TSP、第1弾）
- TK：丸山和子・草野麻里・多田羅英子（全員共M&M、丸山→第1弾、草野→第2弾、多田羅→第5弾）
- 協力：日本アピオニクス（第1弾）、ビデオウィング、キャトル、だだだ
- 編成：岩崎浩・渡辺実・吉田勝文（テレビ朝日、岩崎→第1,2弾、渡辺・吉田→第5弾）
- 広報：小久保聡・中村雪浩（テレビ朝日、小久保→第1,2弾、中村→第5弾）
- 制作スタッフ：宮川貴博・比留間準一・山本千晃・佐々木喜広（全員共T&M）、荻野高志・高橋雄一・沖田愛（、荻野→第1弾、高橋→第1弾、沖田→第1,2弾）、堺大輔（クリエイティブ30、第1弾）、神田富士江・長滝昌彦（全員共夢家、神田・長滝→第2弾）、平川和志・倉島章二（テレビ朝日、平川→第2弾、倉島→第5弾）
- VTR制作
  - プロデューサー：千葉昭夫・遠藤美樹（千葉→第1 - 5弾、遠藤→第5弾）、森亜希子（クリエイティブ30、第1弾）、恋塚三雄（夢家、第2弾）
  - ディレクター：髙松明央・Sugyizou・宮崎文夫・岡野敬介（高松→第1弾、Sugyizou→第2弾、宮崎・岡野→第5弾）、直江庸介（第1,2弾）、小川謙治（クリエイティブ30、第1弾）、山本千晃（T&M、第5弾）、恋塚三雄・中山崇・山添裕・古澤友晶（全員共夢家、恋塚→第1 - 5弾、中山→第2弾、山添・古澤→第5弾）、大槻圭介（TVBOX、第5弾）
- チーフディレクター：小林正・馬越崇史（テレビ朝日、小林→第1弾、馬越→第2弾）、石和富志男（クリエイティブ30、第5弾）
- プロデューサー：岡本基晃・苅田英次（テレビ朝日、岡本→第1,2弾、苅田→第5弾）
- チーフプロデューサー：青山幸光（テレビ朝日、第1,2弾）